# 江口拓也の行きあたりばっかりJAPAN
『江口拓也の行きあたりばっかりJAPAN』（えぐちたくやのいきあたりばっかりジャパン）は、2014年12月22日から2015年7月29日までテレ朝動画で配信されていたバラエティ番組。

## 概要
江口拓也の魅力を紹介すると共に、様々なコーナーをお届けする番組。
企画会議では、本人がやりたいこと・番組キャラクター「パンダぱん」(江口拓也作)・タイトルを決めていく。
第23回からはアメリカザリガニの柳原が不在の為、PASSPO☆の森詩織がゲストで登場。
2015年1月のテレビ朝日『よふかしゴーちゃん。』では番組告知も兼ね、MCである江口、アメリカザリガニがゲスト出演した。

## 配信リスト
| 回 | 配信日         | タイトル                                                      |
| -- | -------------- | ------------------------------------------------------------- |
| 1  | 2014年12月22日 | 行きあたりばっかりJAPAN ついにスタート！！                    |
| 2  | 2014年12月24日 | 江口拓也が番組キャラクターを考える①                           |
| 3  | 2014年12月26日 | 江口拓也が番組キャラクターを考える②                           |
| 4  | 2014年12月29日 | 番組キャラクターが決定！！                                    |
| 5  | 2014年12月31日 | 番組キャラクターの真相                                        |
|    | 2015年1月2日   | 江口拓也「NEW YEAR コメント」                                 |
| 6  | 2015年1月2日   | 江口拓也が番組タイトルを考える                                |
| 7  | 2015年1月5日   | 行きあたりばっかりJAPAN 番組タイトルがやっと決定！！          |
| 8  | 2015年1月7日   | 江口拓也のファッションチェック①                               |
| 9  | 2015年1月9日   | 江口拓也のファッションチェック②                               |
| 10 | 2015年1月12日  | 江口拓也のセルフプロデュース術                                |
| 11 | 2015年1月14日  | 江口拓也の好きな女性のタイプ                                  |
| 12 | 2015年1月16日  | 江口拓也のカバンの中身①                                       |
| 13 | 2015年1月19日  | 江口拓也のカバンの中身②                                       |
| 14 | 2015年1月21日  | 江口拓也のカバンの中身③                                       |
| 15 | 2015年1月23日  | 江口拓也のカバンの中身④                                       |
| 16 | 2015年1月26日  | 行きあたりばっかりJAPAN 地上波PR版                            |
| 17 | 2015年1月28日  | 行きあたりばっかりJAPAN 江口拓也を丸裸！いきなりクエスチョン① |
| 18 | 2015年1月30日  | 行きあたりばっかりJAPAN 江口拓也を丸裸！いきなりクエスチョン② |
| 19 | 2015年2月2日   | 行きあたりばっかりJAPAN 江口拓也を丸裸！いきなりクエスチョン③ |
| 20 | 2015年2月4日   | 行きあたりばっかりJAPAN 江口拓也を丸裸！いきなりクエスチョン④ |
| 21 | 2015年2月9日   | 行きあたりばっかりJAPAN なんだカンダスタート！                |
| 22 | 2015年3月20日  | 行きあたりばっかりJAPAN なんとなく今回もスタート！            |
| 23 | 2015年3月23日  | 行きあたりばっかりJAPANにアイドルがやってきたってよ           |
| 24 | 2015年3月25日  | 江口拓也、ボーリングはスピードです                            |
| 25 | 2015年3月27日  | PASSPO☆森詩織にハプニング！？                                 |
| 26 | 2015年3月30日  | 江口も森もあまりボーリングは上手くない？？                    |
| 27 | 2015年4月1日   | 男子が願う・初デートでの理想の女子                            |
| 28 | 2015年4月3日   | 理想は甘え上手？                                              |
| 29 | 2015年4月6日   | 江口拓也の理想の待ち合わせ                                    |
| 30 | 2015年4月8日   | 江口と森の「理想の待ち合わせ」を再現！！その①                 |
| 31 | 2015年4月10日  | 江口と森の「理想の待ち合わせ」を再現！！その②                 |
| 32 | 2015年4月13日  | 森が天然女子を演じたら。                                      |
| 33 | 2015年4月15日  | やっぱり江口の理想が分からない森詩織                          |
| 34 | 2015年4月17日  | ファッションリーダー江口、褒められた                          |
| 35 | 2015年4月20日  | 江口と森のあいだに光が見えた                                  |
| 36 | 2015年4月22日  | 男女とも匂いは大事です                                        |
| 37 | 2015年4月24日  | やっと江口と森、意見が合致したってよ                          |
| 38 | 2015年4月27日  | デートでは、腕を絡ませますか？袖口を掴みますか？              |
| 39 | 2015年4月29日  | 平井と江口で理想の女子を再現                                  |
| 40 | 2015年5月1日   | 森詩織が女子のワザを見せてくれました                          |
| 41 | 2015年5月4日   | 今度は真剣勝負でボーリングです                                |
| 42 | 2015年5月6日   | ボーリング対決、もちろん罰ゲームがあります                    |
| 43 | 2015年5月8日   | もりし、緊張のし過ぎ                                          |
| 44 | 2015年5月11日  | 江口はもりしに勝てるのか？                                    |
| 45 | 2015年5月13日  | ボーリングはスピードじゃなく正確性でした                      |
| 46 | 2015年5月15日  | 江口拓也のキメる時キメるよJAPAN                               |
| 47 | 2015年5月18日  | 森詩織の保存版キス顔！！                                      |
| 48 | 2015年5月20日  | 車移動・揺れる想いをカラダ中に感じて                          |
| 49 | 2015年5月22日  | ミラー越しのドライブデート                                    |
| 50 | 2015年5月25日  | 江口と森、お酒という共通項は見つかりました                    |
| 51 | 2015年5月27日  | みんな一緒に！レッツ飲みニケーション！！                      |
| 52 | 2015年5月29日  | 世の中愛だろ、あ・い！                                        |
| 53 | 2015年6月1日   | 声優・江口拓也のナ・グ・サ・メ方教えます                      |
| 54 | 2015年6月3日   | 江口、理想のフィギュア作れるってよ                            |
| 55 | 2015年6月5日   | 江口、またまたおかしなイラストを描いちゃったの巻              |
| 56 | 2015年6月8日   | 自分、生きていてよかったっす！！                              |
| 57 | 2015年6月10日  | やっぱりあの子はいつでもカワイイ                              |
| 58 | 2015年6月12日  | 僕の理想のフィギュアはこうです①                               |
| 59 | 2015年6月15日  | 僕の理想のフィギュアはこうです②                               |
| 60 | 2015年6月17日  | 江口、理想の女の子描いてみた                                  |
| 61 | 2015年6月19日  | もりし、江口の理想の女の子描いてみた                          |
| 62 | 2015年6月22日  | 平井、江口の理想の女の子描いてみた                            |
| 63 | 2015年6月24日  | 江口、秘密の部屋にようこそ！                                  |
| 64 | 2015年6月26日  | 江口拓也の理想の女の子画、完成です                            |
| 65 | 2015年6月29日  | 江口、ろっく先生が注文に答えてくれたってよ                    |
| 66 | 2015年7月1日   | ろっく先生による女の子をカワイク描くポイント聞きました        |
| 67 | 2015年7月3日   | 平井・江口・もりしの画をろっく先生が判定①                     |
| 68 | 2015年7月6日   | 平井・江口・もりしの画をろっく先生が判定②                     |
| 69 | 2015年7月8日   | 3人でスカートについて語ります                                 |
| 70 | 2015年7月10日  | 江口、理想のフィギュアは森夏江だった！！                      |
| 71 | 2015年7月29日  | 江口の理想のフィギュア、森夏江が遂に完成したってよ！          |